# Париска улица (Београд)
| Париска улица                 | Париска улица            |
| ----------------------------- | ------------------------ |
|                               |                          |
| Општина                       | Стари Град               |
| Почетак                       | Булевар Војводе Бојовића |
| Крај                          | Улица Тадеуша Кошћушка   |
| Дужина                        | око 500 m                |
|                               |                          |
|                               |                          |
| Француска Амбасада у Београду |                          |

Париска улица је улица која се налази у Београду у општини Стари Град.
У једном периоду, 1920-тих, ова улица се заједно са данашњом Тадеуша Кошћушка звала Кнез Михаилов венац. Током лета 1925. улица је калдрмисана, раније је „изгледала врло бедно” и „представљала опасност за кола”.

## Улица
Улица се простире од булевара Војводе Бојовића, затим уздуж Калемегдана праћајући га северно-источно. Са њене десне стране налази се Граничарска улица и Кнез Михаилова улица. Улица се завршава на раскрсници улице Тадеуша Кошћушка и улице Узун Миркова.

## Архитектура
Најпознатија грађевина ове улице је Хотел „Национал” који се налази у Париској број 9. и који је отворен 1869. године као „популарна кафана”. Фасада хотела је изграђена у академизамском стилу са комбинацијом неоренесансе. Данас је ова зграда уписана у списак културних добара града Београда.

## Институције
У Париској број 9. се налази зграда амбасаде Француске дизајниране од стране архитекта Роже-Анри Експер и српског архитекте Јосиф Најмана као асистента, 1926 године.
У Париској број 13. се налази зграда демократске странке Србије

## Саобраћај и превоз
Улицом пролази трамвај број 11 (Калемегдан-Блок 45).